# Benno Tomasczewski
Benno Tomasczewski (* 4. August 1837 in Ostrowo; † 2. April 1895 in Würzburg) war ein deutscher Verwaltungsjurist in Ostpreußen.

## Leben
Tomasczewski war Referendar (1862) und Assessor (1865) in Głogau, Niederschlesien. Seit 1868 am Oberlandesgericht Königsberg, war er ab 1870 Staatsanwalt in Mohrungen und Tilsit. 1876 wechselte er in Preußens innere Verwaltung. Als Regierungsrat kam er 1879 zur Regierung in Gumbinnen. Im selben Jahr beteiligte er sich am Geschenk der Silbersäule für den Oberpräsidenten Karl von Horn. Seit 1881 Oberregierungsrat, war er Abteilungsleiter Steuern, Domänen und Forsten bei der Regierung in Gumbinnen. Unter Albrecht von Schlieckmann war er ab 1883 sieben Jahre Oberpräsidialrat und stellvertretender Kurator der Albertus-Universität Königsberg. 1887 gelang es dem Kultusminister Karl Gustav von Goßler, Tomasczewski für diese Mehrarbeit eine Stelle als Kuratorialrat mit festem Gehalt zu verschaffen. 1890 kam Tomasczewski als Oberverwaltungsgerichtsrat an das Preußische Oberverwaltungsgericht. Er starb mit 57 Jahren im Amt.
Für die Konservative Partei (Preußen) vertrat er 1879–1881 und 1881–1890 den masurischen Wahlkreis Olecko–Lyck–Johannisburg im Preußischen Abgeordnetenhaus.